# رادیکا پاندیت
رادیکا پاندیت (انگلیسی: Radhika Pandit؛ زادهٔ ۷ مارس ۱۹۸۴) بازیگر اهل هند است که به‌ویژه در سینمای کنادا فعال بوده است.
وی همچنین برندهٔ جوایزی همچون جایزه فیلم‌فیر جنوب شده‌است.